# Beinn a’ Bhùird
Beinn a’ Bhùird – szczyt w paśmie Cairngorm, w Grampianach Wschodnich. Leży w Szkocji, w regionie Aberdeenshire. 